# Diego i jo
Diego i jo és una obra de la pintora mexicana Frida Kahlo realitzada el 1949. Actualment s'exposa a la col·lecció Mary-Ann Martin/Fine Arts, a Nova York.

## Història
L'any 1949, la relació de la pintora amb el seu marit Diego Rivera era en un punt molt baix, quan va córrer el rumor que Diego tenia una relació amorosa amb l'estrella de cinema Maria Fèlix, amb qui mantenia un romanç. Encara que res d'això va resultar i Diego va romandre al costat de Frida, ella va acabar profundament ferida. L'autoretrat Diego i jo prové d'aquesta experiència viscuda.

## Descripció
És una pintura de tipus autoretrat, en què es representa la pintora amb una expressió trista que es reflecteix en la mirada i al dibuix de la seva boca forta i amb les línies caigudes. Als seus nombrosos autoretrats acostuma a aparèixer amb el cabell pentinat minuciosament, aquí els seus llargs cabells es troben prop del seu coll com un símbol d'ofec i d'angoixa. Frida en aquest retrat ens mostra la seva pena i dolor pintada amb claredat i amb llàgrimes per les seves galtes. Una vegada Frida va comentar: «Jo he sofert dos accidents greus a la meva vida: un, en un autobús que em va tombar... l'altre accident és Diego.»
Realitza el retrat de Diego Rivera al seu front com a testimoni que sempre és en els seus pensaments; a més a més, al front de Rivera inclou un tercer ull, símbol de la superioritat intel·lectual i saviesa del seu marit com ja l'havia pintat a la seva obra Jo, Diego i el senyor Xólotl d'aquest mateix any.
El quadre està dedicat a Florence Arquin i Sam Williams, amics de la pintora.
Fotografia de la pintura Diego i jo